# 1065 هـ
1065 هـ هي سنة في التقويم الهجري امتدت مقابلةً في التقويم الميلادي بين سنتي 1654 و1655.

## وفيات
- علي بن عبد القادر النبتيتي
- جواد بن سعد الكاظمي